# Anthurium bakeri
Anthurium bakeri är en kallaväxtart som beskrevs av Joseph Dalton Hooker. Anthurium bakeri ingår i släktet Anthurium och familjen kallaväxter. Inga underarter finns listade.

## Bildgalleri

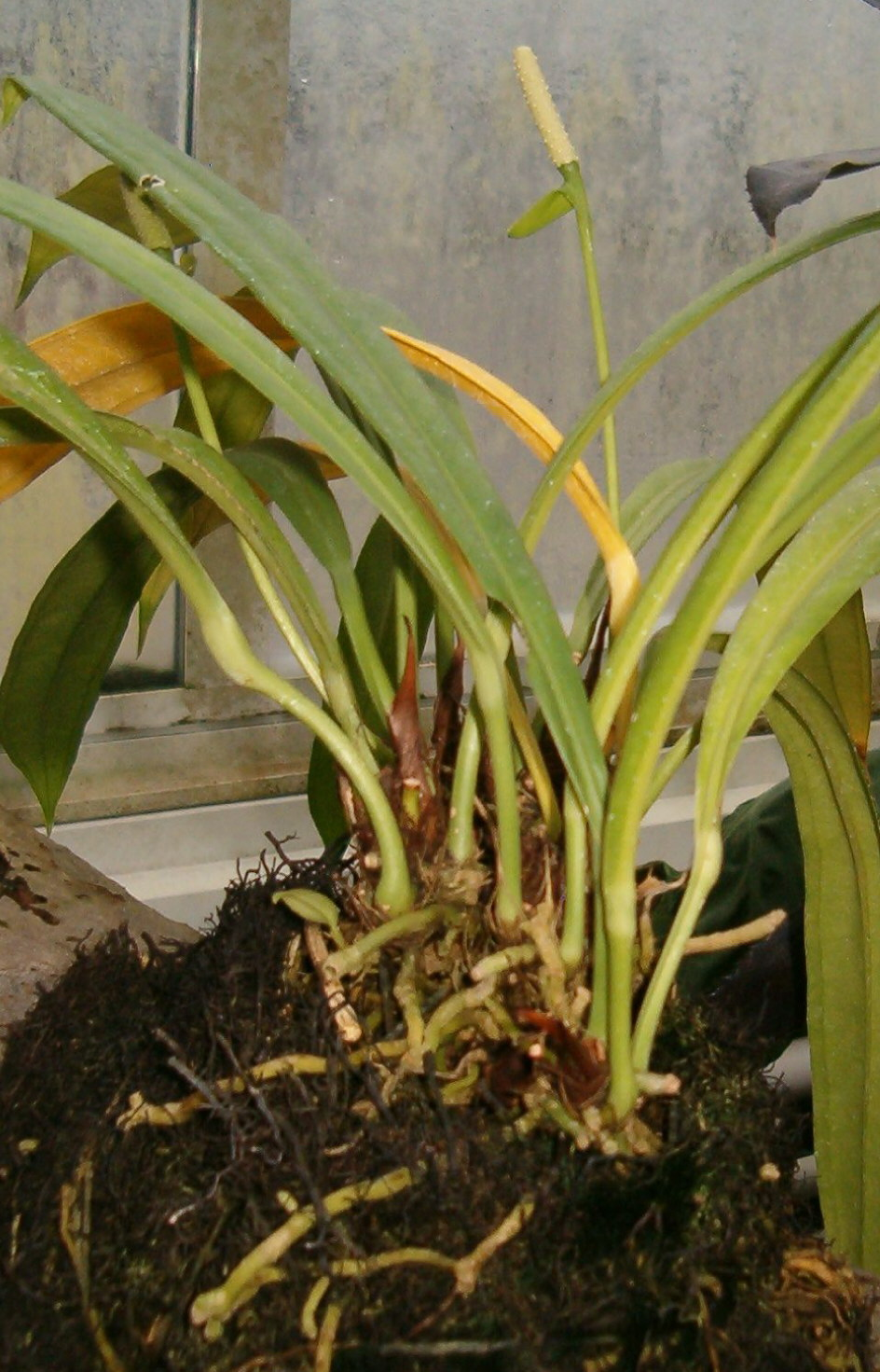
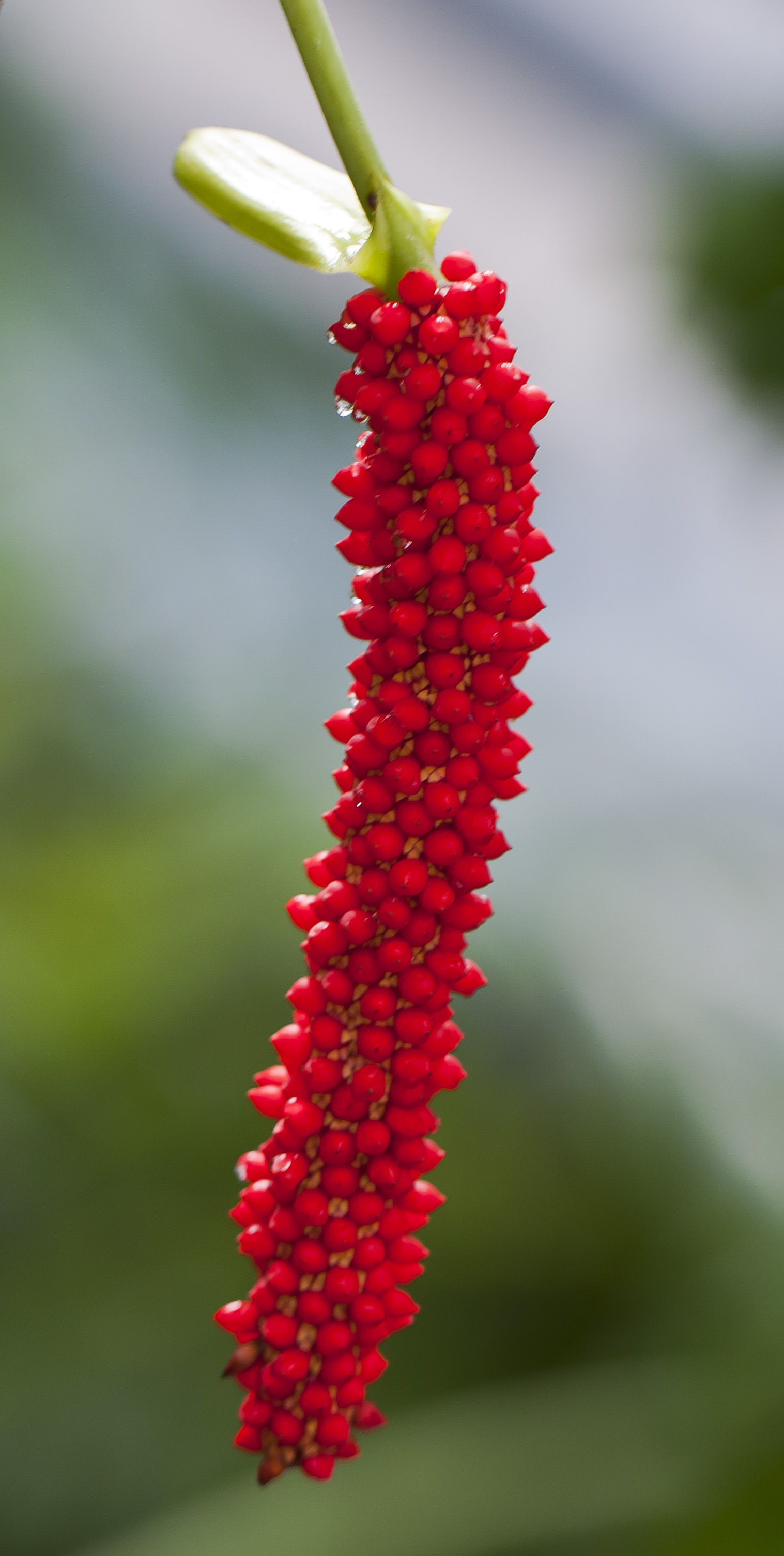
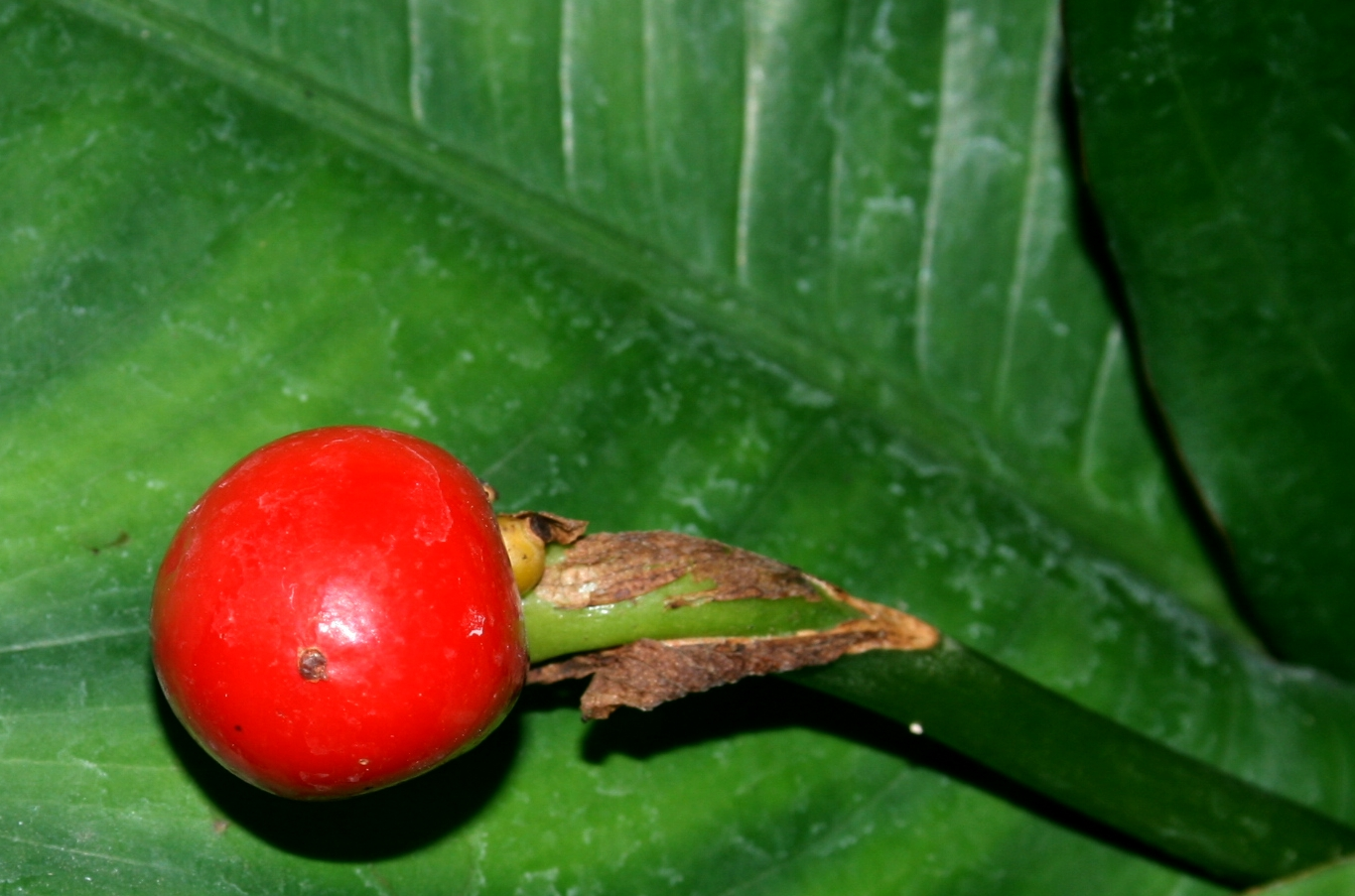